# Lucy Taylor
Lucy Campbell Taylor (Richmond, 30 de noviembre de 1951) es una escritora de terror estadounidense. En los años 90, fue descrita como "La reina del horror erótico" por la editora Jasmine Sailing.

## Trayectoria
Taylor estudió filosofía e historia del arte en la Universidad de Richmond, y se graduó con un Bachelor of Arts en filosofía. Sus primeros escritos fueron de no ficción, principalmente de viajes, y también ha enseñado inglés en Japón, y bailes de salón en Estados Unidos. A principios de los 90, se mudó a Boulder y empezó a escribir ficción. 
Su colección The Flesh Artist fue nominada para el premio Bram Stoker (logro superior en una colección de ficción) en 1994. Su novela The Safety of Unknown Cities fue galardonada en 1995 a la mejor primera novela con el premio Bram Stoker y con el International Horror Guild Award, y al año siguiente, en 1996, con el Deathrealm Award a la mejor novela.
Taylor ha sido llamada "La Reina del Horror Erótico" por Jasmine Sailing. El 'Índice Locus' de ciencia ficción, publicado por Locus Magazine, también ha clasificado varias de sus obras como "horror erótico". Algunos de sus relatos originales aparece en los cinco volúmenes de la serie internacional de antología Exotic Gothic. Revisando el libro de Taylor A Respite for the Dead, el escritor británico Peter Tennant lo describió como "una historia convincente y totalmente atractiva, una en la que la extrañeza está tejida en lo profundo de cada línea del texto".

## Obra

### Novelas
- 1995 – The Safety of Unknown Cities. Dark Side Press.
- 1998 – Sub-Human.
- 1999 – Eternal Hearts.
- 2002 – Saving Souls. Onyx.

### Colecciones
- 1993 – The Flesh Artist.
- 1993 – Close to the Bone.
- 1996 – Painted in Blood.

### Omnibus
- 1998 – Sideshow Double #1: Sub-Human/The Colour out of Darkness con John Pelan.

### Chapbooks
- 1991 – Flame Thrower / Blood Rights con Ann K. Schwader.
- 1998 – Spree.
- 2014 – A Respite for the Dead.

### Antologías
- 1999 – Triptych, con Edward Lee y John Pelan.
- 2007 – "The Butsudan," Exotic Gothic, Ash-Tree Press, ed. Danel Olson.
- 2008 – "Tívar," Exotic Gothic 2, Ash-Tree Press, ed. Danel Olson.
- 2009 – "Sanguma," Exotic Gothic 3, Ash-Tree Press, ed. Danel Olson.
- 2012 – "Nikishi," Exotic Gothic 4, PS Publishing, ed. Danel Olson.
- 2013 – "Djinn's Blood," Exotic Gothic 5, PS Publishing, ed. Danel Olson.